# Vincenzo Panormo
Vincenzo Trusiano Panormo (* 30. November 1734 in Monreale; † 1813 in London) war ein italienischer Geigenbauer, der in Italien, später in Frankreich und schließlich in Irland und England wirkte.

## Leben und Wirken
Vincenzo Trusiano stammte aus Monreale bei Palermo (lateinisch: Panormo) in Sizilien, daher dieser Zusatz zu seinem Namen. Als junger Mann (um 1750) ließ er sich in Neapel nieder und erhielt seine Ausbildung zum Geigenbauer dort möglicherweise bei der Gagliano-Familie. Wohl aus wirtschaftlichen Gründen arbeitete Panormo in den frühen 1770er Jahren möglicherweise in Marseille, jedenfalls aber ab 1773 in Paris, dabei zeigen sich Einflüsse von Nicolas-Augustin Chappuy. Seine dort hergestellten Instrumente zeigen den Einfluss Stradivaris und stehen hinsichtlich Qualität und Materialauswahl auf dem Niveau der besten Pariser Kollegen. Nachdem die Revolution ausgebrochen war, zog er 1789 nach Dublin, wo er mit Thomas Perry (um 1744–1818) zusammenarbeitete. Dort soll er einige Geigenböden aus dem Holz eines Billard-Tisches gebaut haben.

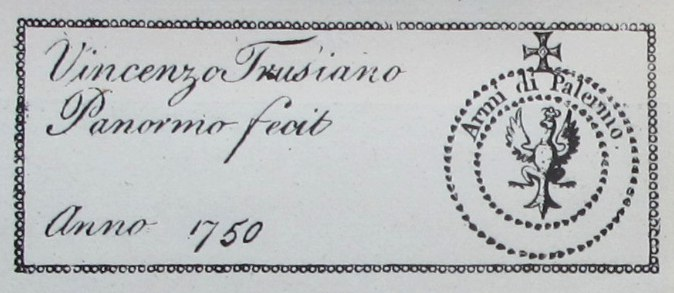
Geigenzettel, Vincenzo Panormo

1791 ließ er sich in London nieder, wo er bis zu seinem Tode als erster Arbeiter (Werkstattleiter) in der Werkstatt der Geigenhandlung John Betts tätig war und auch eigenständig Instrumente baute. Aus dieser Zeit sind von ihm mehr Geigen, Bratschen, Celli und Bässe erhalten als aus den Pariser und Dubliner Jahren. Sie zeigen starke italienische Einflüsse, insbesondere von Stradivari und Amati, deren Instrumente Panormo gut kannte. Insbesondere versah er die Böden seiner Geigen oben und unten innerhalb der Einlage mit Stiften zur Verbindung mit den Blöcken. Fachleute sehen in ihm einen der besten, wenn nicht den besten englischen Geigenbauer seiner Zeit. Weil Panormo nicht alle seine Instrumente mit Zetteln kennzeichnete, werden ihm häufig Werke anderer Herkunft, teils mit falschen Zetteln zugeordnet; alle bekannten Zettel aus der Londoner Zeit sind handschriftlich. Instrumente aus der frühen Periode sind mit Brandmarken versehen oder mit Zetteln, auf denen neben seinem Namen das Stadtwappen von Palermo abgebildet ist. Seine Instrumente waren vielfach aus in England wachsenden Hölzern hergestellt und der Lack von besserer Qualität als sonst in England üblich.
Es ist auch die Meinung vertreten worden, er habe zeitweise bei Bergonzi in Cremona gearbeitet; dafür fehlt es an jeglichem Beweis. Der Einfluss Panormos auf die zeitgenössischen und späteren Londoner Geigenbauer ist groß. Er hat zur Verbreitung des Cremoneser Stils in London beigetragen.
Mehrere seiner Söhne wurden ebenfalls Geigenbauer, so vor allem Joseph Panormo (um 1767–1837), der dem Vater spätestens ab 1800 bei dessen Arbeiten assistierte, George (auf Zetteln auch Georges) Panormo (1776–1852), dessen Instrumente nach Stradivari gebaut sind und der auch als Bogenbauer in der Werkstatt seines Bruders Louis erfolgreich war sowie ebendieser Louis Panormo (um 1784–1862), er vor allem für seine spanischen Gitarren bekannt.
Ein Cello von Vincenzo Panormo aus dem Jahr 1775 wird von dem italienischen Cellisten Enrico Bronzi gespielt.